# The Bad Seed (EP)
The Bad Seed è un EP del gruppo musicale australiano The Birthday Party, pubblicato nel 1983 dalla 4AD Records. È l'unico album della band registrato senza il batterista Phill Calvert.
Venne ripubblicato nel 1989, insieme al EP successivo Mutiny, nella raccolta The Bad Seed/Mutiny.
Da questo disco, il cantante della band, Nick Cave, prese il nome per il suo nuovo gruppo, i Nick Cave and the Bad Seeds.

## Tracce
Tutti i brani sono di Nick Cave e di Mick Harvey, eccetto dove indicato.
1. Sonny's Burning (Cave/Harvey/Rowland S. Howard/Tracy Pew)
2. Wildworld
3. Fears of Gun
4. Deep in the Woods

## Formazione
- Nick Cave - voce
- Mick Harvey - batteria, chitarra
- Rowland S. Howard - chitarra
- Tracy Pew - basso